# Ruby (actrice pornographique)
Pour les articles homonymes, voir Ruby (homonymie).
Ruby (née le 21 avril 1972 à Akron dans l'Ohio) est une actrice pornographique américaine. Elle entre à l'AVN Hall of Fame en 2008.

## Filmographie sélective
- 1996 No Man's Land 15
- 1997 Liquid Lust 2
- 1998 Buffy Malibu's Nasty Girls 14, 16 & 17
- 1999 Gettin' Wet: Ladies First
- 2000 Fist The Whole Fist And Nothing But The Fist
- 2001 Stringers 2
- 2002 Girl's Affair 63
- 2003 Suckin' Dicks N' Rubbin' Clits
- 2004 Anal Team 1
- 2005 Revenge of the Dildos
- 2006 MILF Hunter 1
- 2007 Butt I Like It